# Frugarolo
Frugarolo (piemontiul: Fruareu vagy Friarò) település Olaszországban, Piemont régióban, Alessandria megyében. Lakosainak száma 1869 fő (2023. január 1.).